# Palaeolemur betillei
Palaeolemur betillei és una espècie extinta de primat de la família dels adàpids que visqué a Europa durant l'Eocè superior. Se n'han trobat restes fòssils a les fosforites del Carcí (França). Es tracta de l'única espècie del gènere Palaeolemur. Antigament havia estat situada en el si del gènere Adapis, però el crani és massa petit per justificar aquesta classificació alternativa.
Tenia les extremitats anteriors i posteriors de mida relativament similar, cosa que indica que no era un gran saltador. Pot ser que es mogués a poc a poc pels arbres o que corregués de quatre grapes.